# Éponge d'eau douce
Les éponges d'eau douce ont longtemps été considérées comme des végétaux, mais ce sont (comme toutes les éponges) des animaux pluricellulaires primitifs d'organisation très simple (Métazoaires). Elles peuvent, comme les coraux, quand elles croissent à la lumière, abriter une algue symbiotique ou sinon ont coévolué avec des bactéries symbiotes,,.

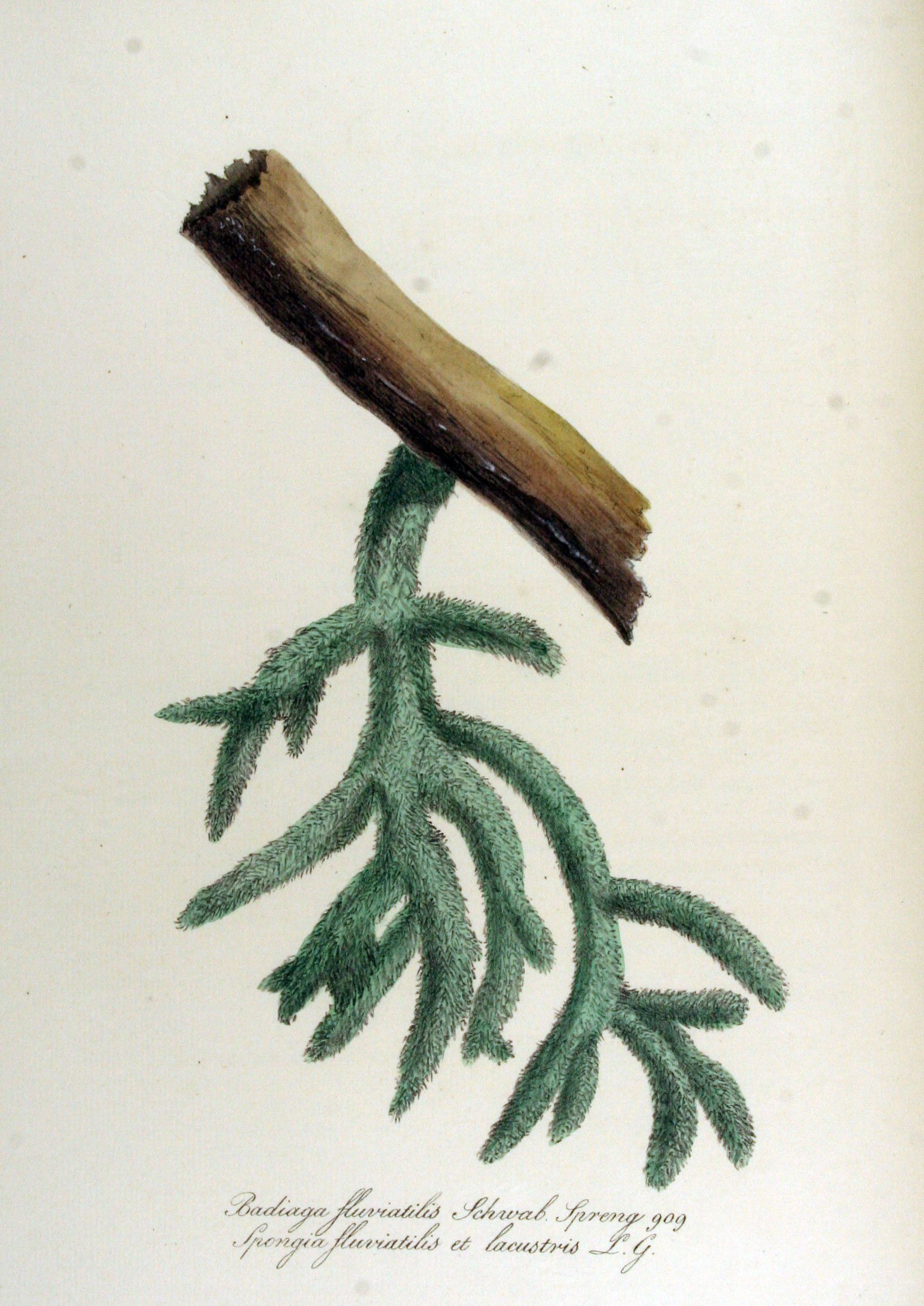
Badiaga fluviatilis, autrefois classé dans la flore batave, mais qui est en réalité un animal (source : Flora Batava of Afbeeldingen en Beschrijving van Nederlandsche Gewassen, XII. Deel. (1865)

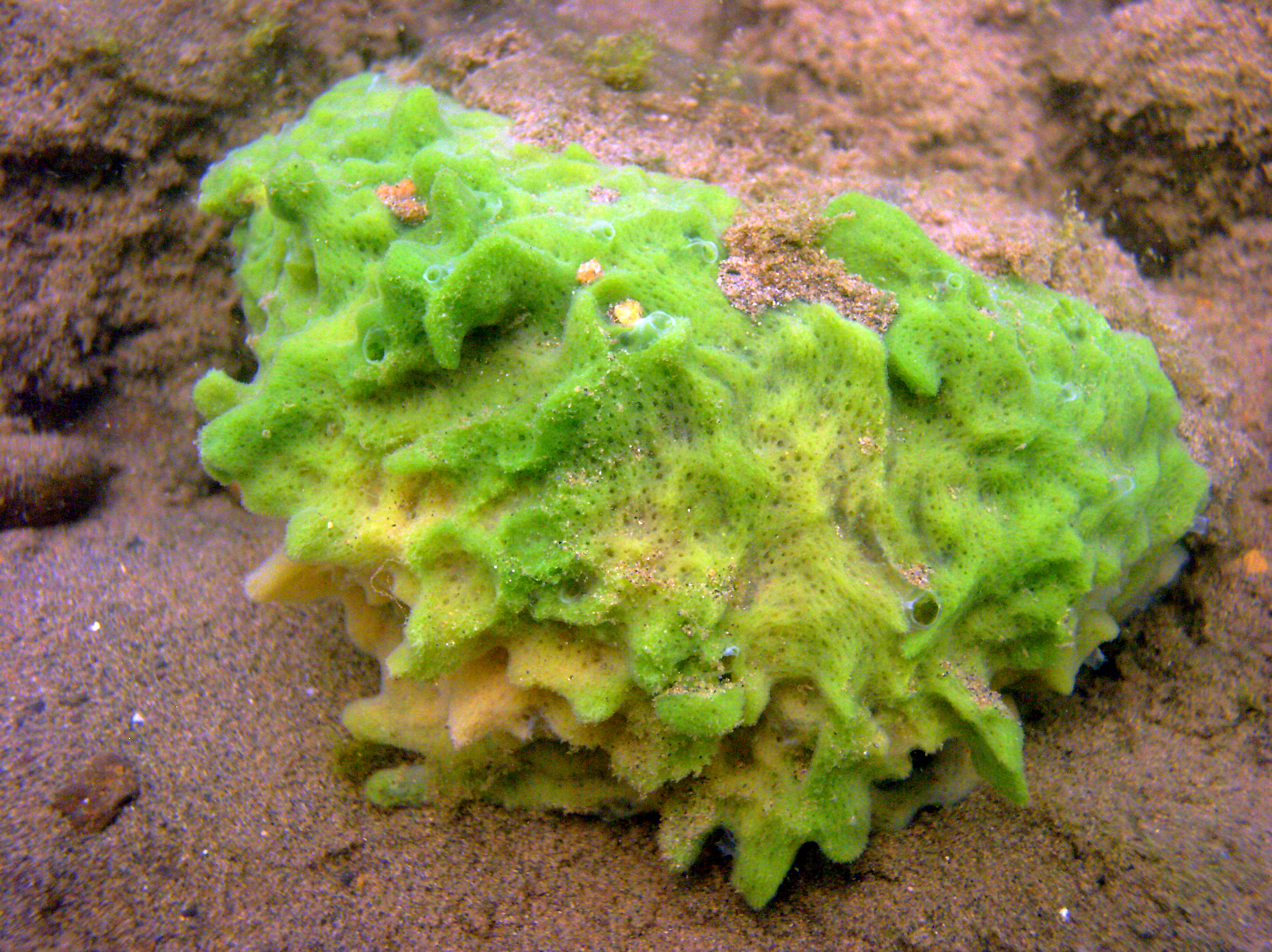
Spongilla lacustris. Sa couleur verte est due à une algue symbiote (Hanford Reach, USA)

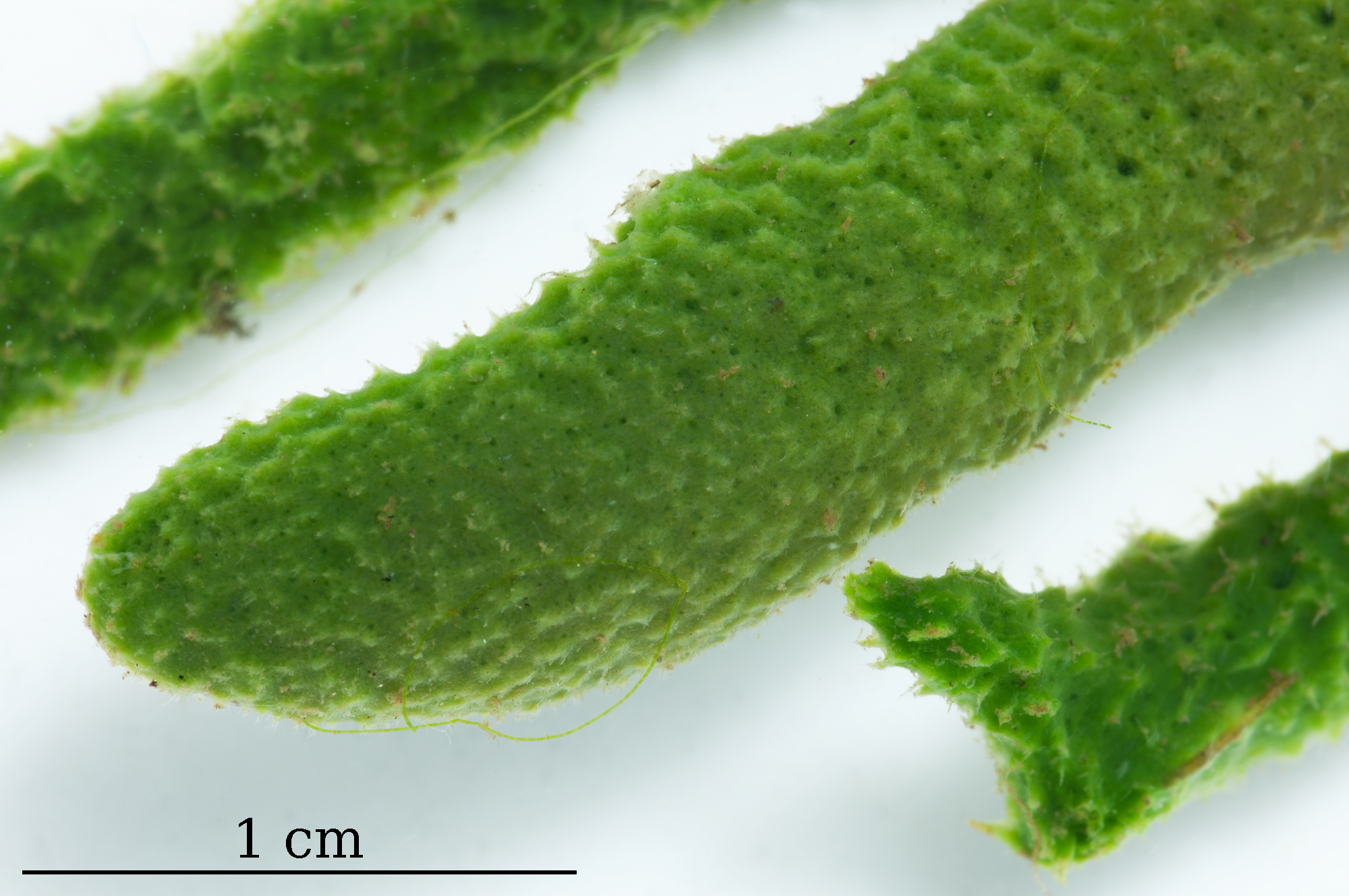
Macrophotographie (extrémité d'une « branche/bourgeon » de Spongillidae; probablement Spongilla lacustris)

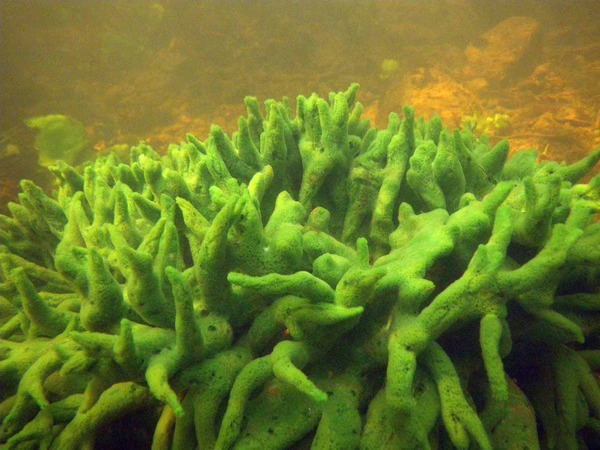
Colonie probablement formée par Spongilla lacustris

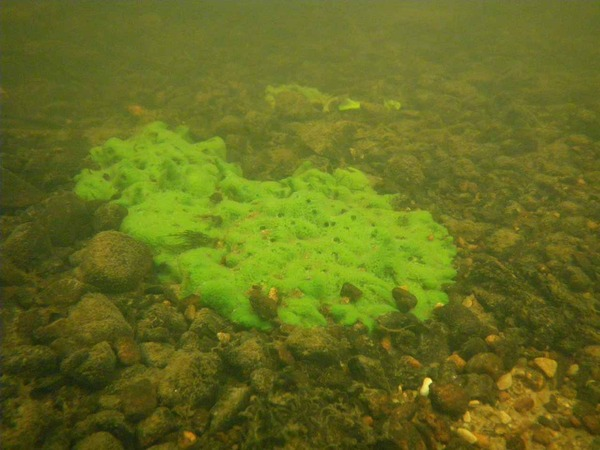
Forme plate d'une colonie de Spongillidae s'étalant sur le fond de cailloutis d'un cours d'eau (Vitebsk Raion, en Belarus)

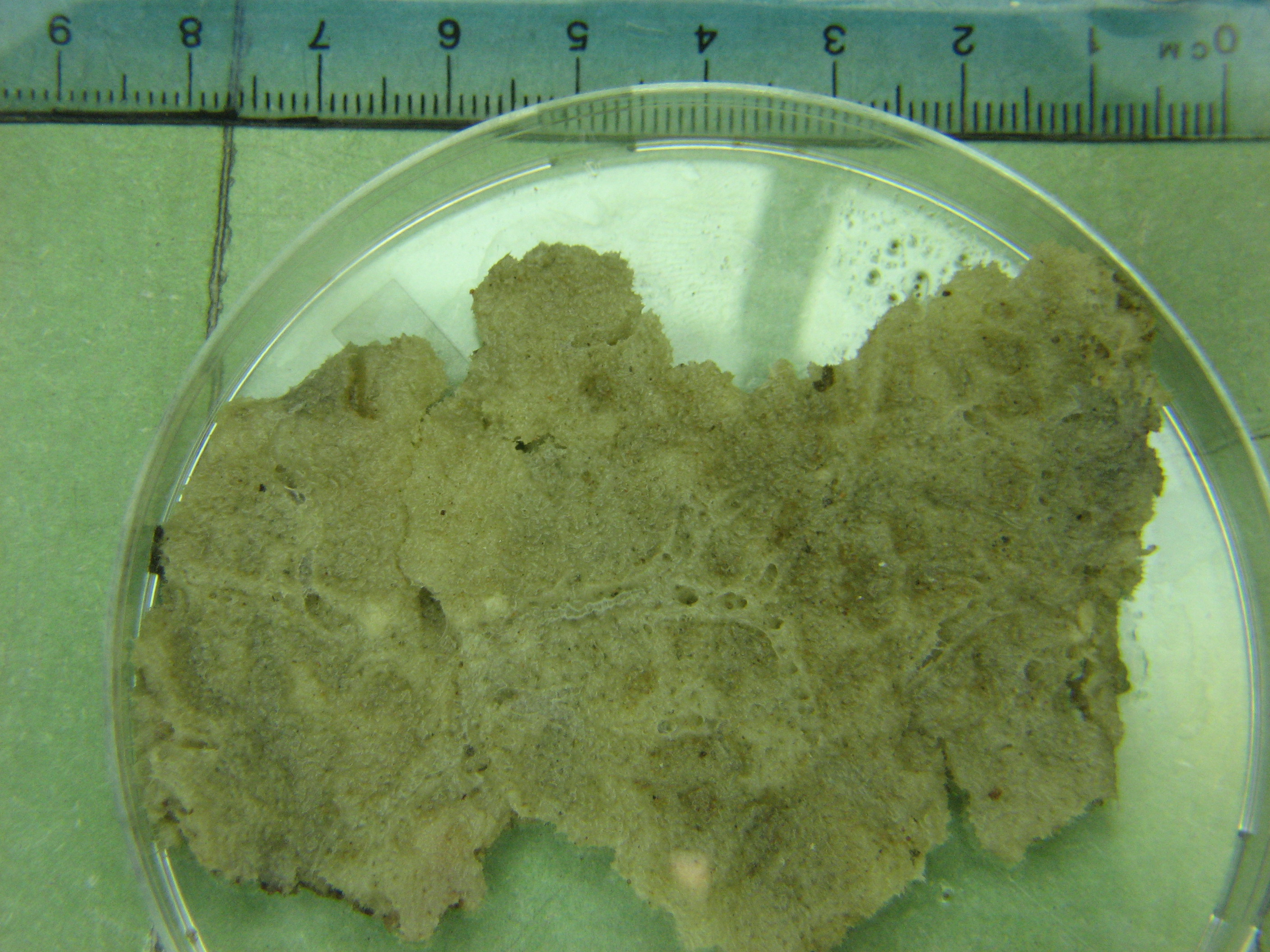
Ephydatia venant d'une zone sableuse, près de Kearney, Nebraska. On distingue des structures arborescentes de canaux en subsurface de l'éponge

Dans le monde, sur plus de 10 000 espèces d'éponges regroupées dans les Spongiaires (en 3 classes et nombreuses familles), seules quelques espèces vivent en eau douce ; ces dernières appartiennent toutes à une seule et même sous-famille (les Spongillinae) classée dans l'une des 3 grandes classes d'éponges, celle des démosponges (parfois dénommée silicosponges car leur squelette est toujours constitué de silice et non de calcium comme dans les autres éponges).

Dans cette classe elles sont toutes comprises dans l’ordre des Haplosclerida. Dans la faune de France (métropolitaine) on peut observer Ephydatia fluviatilis, Ephydatia muelleri, Eunapius fragilis, Sanidastra yokotonensis, Spongilla lacustris et Trochospongilla horrida.
De nouvelles espèces en sont encore découvertes, avec par exemple 3 nouvelles espèces de Tethya décrites en 2001  et de nombreuses zones tropicales et équatoriales restent sous-explorées pour cette catégorie d'organismes.
Les organismes adultes sont coloniaux avec pour certaines espèces (ex : Ephydatia fluviatilis) un facteur d’agrégation identifié. On a longtemps cru que ces colonies vivaient fixées et immobiles, avant de démontrer qu'elles étaient capables de se déplacer de plusieurs centimètres par mois sur le substrat. Leurs larves sont planctoniques et mobiles, sensibles à la lumière, ce qui facilite leur dissémination.

## Description
Les types d'éponges d'eau douce (formes, tailles, couleurs...) sont variés et chaque espèce peut prendre des apparences très différentes selon son âge et le biotope où elle vit. Les éponges d'eau douce sont généralement molles et fragiles, mais il existe en zone tropicale quelques espèces encroûtantes très dures (texture évoquant presque une mousse de plastique dur), par exemple en Afrique celles du genre Corvospongilla (Annandale, 1911)
Les éponges d'eau douce prennent ainsi trois grandes formes ;
- Croûte plus ou moins fine sur le substrat (sous les roches par exemple, ou dans les zones de fort courant),
- dressées (tubulaires et massives ou à ramifications digitées), elles sont plus massives quand le courant est faible ou absent (lacs) et plus fines et petites quand le courant est important
- enveloppantes (en manchon gainant une branche ou un poteau par exemple)

Couleur : À l'ombre ou à grande profondeur, elles ont généralement une couleur blanc-crème ou blanc gris ou jaunâtre à brun clair.
À la lumière et près de la surface elles prennent une couleur plus foncée ; vert à brun.
Taille : généralement centimétriques, avec très rarement des éponges encroutantes qui dans certains lacs peuvent occuper des surfaces importantes, avec jusqu'à plusieurs centimètres d'épaisseur ou plus de 20 cm de longueur (sur un substrat).
Une même espèce peut prendre toutes ces formes et des couleurs différentes (symbiose algale), c'est pourquoi leur identification ne peut être faite que par un spécialiste qui en observera l’organisation interne et le « squelette » (forme et agencement des spicules) et les gemmules.
Structure organisationnelle : Les éponges d'eau douce - comme les éponges de mer et à la différence de tous les autres invertébrés qui sont triploblastiques (organisation en triple feuillets), hormis les cnidaires - sont "diploblastiques" (c'est-à-dire que leur organisme est constitué de deux feuillets cellulaires). Ces deux feuillets cellulaires sont :
- une membrane cellulaire externe dite « "ectoderme" » ; (ou « feuillet ectoblastique ») dont toutes les cellules sont des pinacocytes parmi lesquels s’ouvrent les pores inhalants permettant à l'éponge de respirer et se nourrir
- une membrane interne dite "endoderme" (ou feuillet endoplastique) constituée de cellules spécialisées dites « "choanocytes" ». Ces choanocytes sont flagellées et contribuent avec les mouvements de contraction[6] et d'expansion de l'éponge à assurent la circulation de l’eau et de nutriments.

Entre ces deux feuillets se trouve une couche de substance gélatineuse (dite « mésoglée ») contenant deux autres sortes de cellules.
- les scléroblastes (ce sont elles qui sécrétent les spicules de silice formant le squelette des éponges d'eau douce)
- les amoebocytes (elles contribuent à transporter la nourriture prélevée dans l'eau à l'intérieur l’éponge)

Elles ne forment pas de tissus à proprement parler car il n'y a pas d'adhésion cellulaire. Une éponge peut d'ailleurs être rapée et broyée, puis passée au tamis.. Ses cellules restent capables d'à nouveau se réunir et se réorganiser en une seule colonie.
Leur organisme est entièrement organisé autour d'un squelette diffus constitué de spicules et de spongine (fibre élastique cornée qui forment l'essentiel du mésenchyme). Les spicules sont monoaxones chez toutes les espèces de mégasclères et chez certaines microsclères. Leur entrelacement constitue le squelette rudimentaire de l'éponge. Sur ce squelette s'organisent des cellules externes formant une sorte de peau percée de micropores (ostium) alors que les cellules internes s'organisent autour d'un système de canaux plus complexe que chez les autres éponges. Les choanocytes forment des myriades de minuscules « corbeilles vibratiles » reliées au milieu extérieur par un réseau complexe de canaux débouchant aux oscules, des pores macroscopiques dispersés. Des ouvertures permettent à l'eau d'entrer dans l'éponge via des canaux aquifères irrégulièrement disposées et dont la disposition dans l'espace change régulièrement, l'éponge vivante réorganisant perpétuellement sa structure interne et son squelette.

## Habitats, distribution et répartition[7]
Les éponges d'eau douce ont colonisé de nombreux milieux sur les cinq continents ; des tropiques aux zones circumpolaires ; des torrents aux étangs, en passant par les fleuves et lacs.

Elles vivent le plus souvent à moins de deux mètres de profondeur, sous les roches, sur des parois de berges naturelles ou artificielles, sur les branches immergées (en manchon) ou sur les objets tombés au fond, souvent près des berges. Mais quelques espèces ont été trouvées en profondeur, au fond de lacs tropicaux (par exemple dans le Lac Tanganyika selon Richard Evans). Hormis quelques espèces communes plus opportunistes, la plupart des éponges d'eau douces nécessitent des conditions physico-chimiques et environnementales précises et biogéographiquement restreintes qui en feraient des bioindicateurs intéressants si elles étaient plus faciles à identifier.
- Les genres Spongilla et Ephydatia sont  cosmopolites ; 
Spongilla lacustris, Eunapius fragilis, Ephydatia fluviatilis et Ephydatia mulleri, sont les plus communes, grâce à une grande tolérance aux conditions environnementales (CO2 et oxygène dissout, pH, turbidité, matière organique en suspension, nutriments, luminosité, etc.) ;
- Les genres Stratospongilla et Radiospongilla n'ont à ce jour été trouvés qu'en zone tropicale ;

## Classification
On distingue trois familles d'éponges d’eau douce :
- les Spongillidae Gray, 1867 (18 genres), Elles sont définies par Brien (1969 et 1970) comme à grandes cavités sous-ectosomiques. Leur squelette est réticulé, formée d’oxes ou de strongyles (lisses ou épineux), associés en fibres ou en faisceaux par de la spongine. Elles produisent à l'automne d'abondantes gemmules sphériques dont l’enveloppe comporte une couche alvéolaire (dite souvent pneumatique) renforcée de spicules particuliers les gemmosclères. Ces gemmules contiennent des taux remarquablement élevés de la protéine Hsp70 dite stress protein[9] ;
- les Potamolepidae Brien, 1967 (deux genres) ; Ce sont des éponges d’eau douce à charpente squelettique réticulée, rigide, formée essentiellement de strongyles courbes, auxquels peuvent s’ajouter des oxes ectosomiques ou intermédiaires. La multiplication asexuée a lieu par statoblastes recouvrantle substrat à la base de l’éponge. Ces statoblastes sans couche pneumatique sont couverts de macrosclères normaux et de microsclères particuliers ;
- la famille des Lubomirskiidae Brien, 1969 qui a été créée pour classer un seul genre (Lubomirskia Dybowski 1880), trouvé dans le lac Baïkal et présentant des caractéristiques particulières, mais la pertinence de ce genre et de sa famille sont discutées.

## Structure
Toutes les éponges d'eau douce (Comme les démosponges marines) sont leuconoïdes (de type leucon) et raghon (types les plus complexes d'Éponges).
Leur squelette est constitué de spicules siliceuses ou de spongine, présentant une (monactine) à quatre pointes (tétractine). Il est souvent souple et mou, hormis chez quelques espèces tropicale produisant un manteau très dur.
Certaines spicules de grande taille sont dits mégasclères. Elles sont indispensables à la structure de l'animal. D'autres, plus petites (les microsclères), sont noyées dans le parenchyme lui conférant solidité, cohérence et souplesse globale, ces éléments pouvant cependant localement être consamment réarangés par la colonie. La forme et taille de ces spicules servent à l'identification des espèces via une clé de détermination, car l'apparence (forme, taille, couleur) de l'éponge est très variable au sein de toutes les espèces.
Bien qu'apparemment très primitives et inorganisées les cellules de certaines éponges d'eau douce ont une capacité de mouvements,

## Des éponges d'eau douces peuvent (modestement) se déplacer
Certaines des cellules de l'éponge manifestent à l'échelle de la colonie des comportements relativement coordonnés, grâce semble-t-il à certaines cellules fonctionnant un peu comme dans un système nerveux en étant émettrice ou réceptrice de signaux chimio-électriques faibles,,,)  et comme dans un système musculaire primitif,,,.

Par exemple l'éponge d'eau douce Tethya Wilhelma se contracte rythmiquement en évacuant une grande partie de son eau et en réduisant jusqu'à 73,3 % de son volume en quelques dizaines de minutes. Ce rythme contraction/expansion suit un cycle caractéristique de 4 phases (contraction et expansion) avec des contractions sensiblement plus longues la nuit.

Ces constrictions semblent pilotées par le pinacoderme, déclenchées au niveau local et réparties sur la surface de l'éponge à une vitesse de 12,5 μm par seconde. 
Des molécules (dont la sérotonine) évoquant des fonctions pseudohormonales ou de conduction électrique pourraient contrôler ces contractions
Le rythme de contraction/détente semble propre à chaque colonie, ce qui évoque l'embryon d'une horloge biologique interne.

Si deux clones d'une même éponge fusionnent, le rythme individuel de contraction de chaque éponge persiste plusieurs jours, jusqu'à formation d'un nouvel individu colonial dont les cellules ont totalement synchronisé leur rythme. Cette observation a fait de T. Wilhelma un organisme modèle pour l'étude du développement de la transduction aneurale d'un signal et des mécanismes évolutifs qui dans l'évolution des métazoaires auraient pu être à l'origine du système nerveux complexe développé chez les animaux dits supérieurs.
On trouve aussi chez certaines éponges d'eau douce et marines, des cellules (myocytes) évoquant des fonctions neuro-musculaires primitives, et au moins trois types de cellules sont mobiles et contribuent au réarrangement permanent de la structure interne de l'éponge, qui peut être complètement renouvelée en une heure chez certaines espèces. Certaines éponges marines, mais aussi d'eau douce sont capables de locomotion active, sur des supports aussi divers que du verre, plastique ou caoutchouc où on les a observées en train de ramper à une vitesse pouvant atteindre 160 µm/h (soit 4 mm/j). Des filaments d'actine ont été mis en évidence chez certaines éponges.
Le plissement du caoutchouc montre que l'éponge est capable de l'équivalent d'un effort de traction. Des éponges montrent même des préférences pour certains substrats (plus adhésifs) et suivent par exemple des rainures. Cependant on n'observe pas de propagation par reptation rythmique, comme chez la plupart des espèces qui se déplacent en rampant. Il semble que le déplacement des éponges soit une résultante de la somme des comportements exploratoires des cellules "locomotrices" qui composent la surface inférieure de l'éponge. Ce mode de locomotion est lié à l'exceptionnelle plasticité de la morphologie de l'éponge, qui ne semble pas avoir été signalé chez d'autres métazoaires, et a d'importantes implications écologiques

## Respiration, nutrition et métabolisme
Les éponges ne disposent pas de bouche ni de tube digestif ni de système excréteur à proprement parler, mais des fonctions similaires sont remplies par leur organisme.
Respiration : Comme chez les éponges marines, les choanocytes des chambres choanocytaires créent un courant d'eau grâce au battement de leur flagelle. 
Certaines éponges sont en outre animées de lents mouvement d'expansion et contraction qui évoquent les mouvements de la respiration chez les animaux supérieurs. Le dioxygène et les particules alimentaires (Dinoflagellés, Bactéries et diverses particules organiques fines...) sont capturés par ces mêmes choanocytes.
Alimentation, digestion : Les éponges se nourrissent de particules en suspension (bactéries, microplancton végétal), mais en zone tempérée, les éponges d'eau douce, quand elles ne meurent pas en hiver sont peu actives durant cette saison. L'essentiel de leur nourriture est consommée au printemps et en été.
- Il a été expérimentalement démontré en 1986 par Willenz et al. que Ephydatia fluviatilis peut efficacement se nourrir de bactéries (marquées d'un traceur radioactif dans le cas de l'expérience)[26]. Les auteurs ont observé un pic de radioactivité durant l'alimentation (après 15-24 h), puis une décroissance de la radioactivité jusqu'au niveau antérieur, alors que l'éponge se débarrassait de ses déchets métaboliques. Le microscope électronique montre qu'après une adhésion aux parois des choanocytes et exopinacocytes, les bactéries sont individuellement engluées dans des phagosomes qui fusionnent ensuite ensemble[26]. La même expérience a montré que des éponges nourries de manière répétées avec des bactéries ont accru leur capacité à les retenir et digérer ;
- L'alimentation des éponges a pu ensuite être étudiée finement en colorant des bactéries au FITC (colorant devenant fluorescent sous lumière ultra-violette) ; Capturées par les choanocytes à l’aide du flagelle, puis transférées aux amibocytes (cellules mobiles) et aux archaeocytes dans le mésohyle. La morphlogie des bactéries ingérées commence à changer dans les archaeocytes. La digestion est exclusivement intracellulaire ; de type phagocytose ou pinocytose[27] après que les aliments aient été diffusés vers les cellules à collerette (pour une digestion finale intracellulaire dans l'ectoderme ou l'endoderme) ;
- Selon le même processus, les pinacocytes et les spiculoblastes se montrent également capables de concentrer des protéines en suspension dans l'eau (démontré expérimentalement avec de la caséine marquée chez E. fluviatilis et E.mülhri), mais en faible quantité[27].

Métabolisme et excrétion : Une partie des déchets (silice) sert à produire le matériau qui donne sa consistance caractéristique aux éponges d'eau douce, le reste des déchets métaboliques est évacué dans la masse d'eau qui les baigne (sous forme d'ammoniac pour les déchets azotés) par les pores exhalants après avoir été concentré par les archaécytes.
L'éponge peut aussi produire des isoformes de l'actine et des collagènes primitifs (collagènes à chaine courte, assimilables à la spongine, « probablement à l'origine des collagènes non-fibrillaires ») pour la production desquels deux gènes ont été identifiés en 1994 chez l'éponge d'eau douce Ephydatia mülleri (COLNF8 et COLNF13). Les déchets métaboliques sont évacués par les oscules via les canaux les plus proches ; L'exocytose est démontrée, par exemple par les expériences de Willenz en 1982 sur l'éponge Hemimycale columella.

## Croissance et reproduction

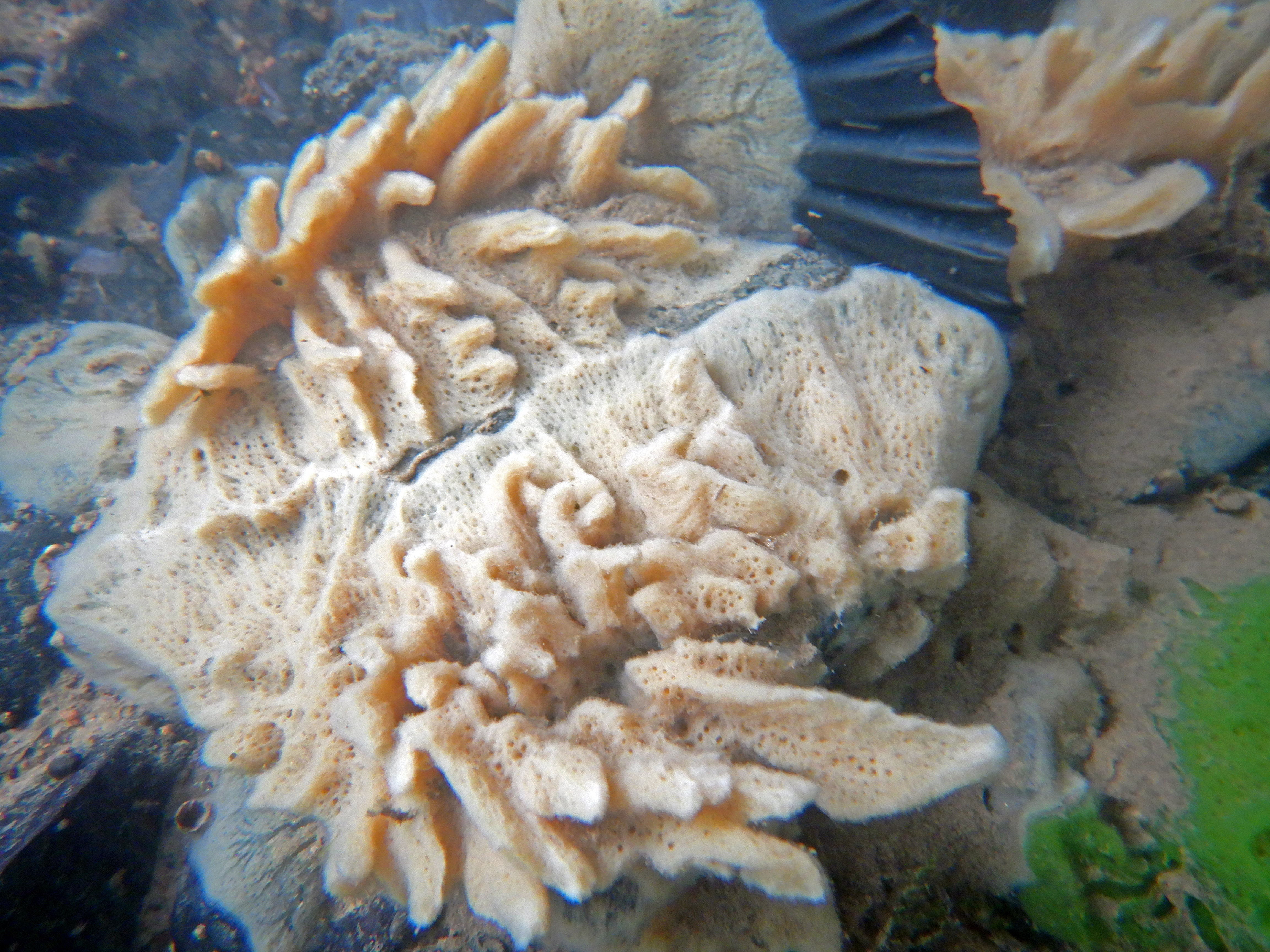
Spongilla lacustris présentant une forme inhabituellement complexe

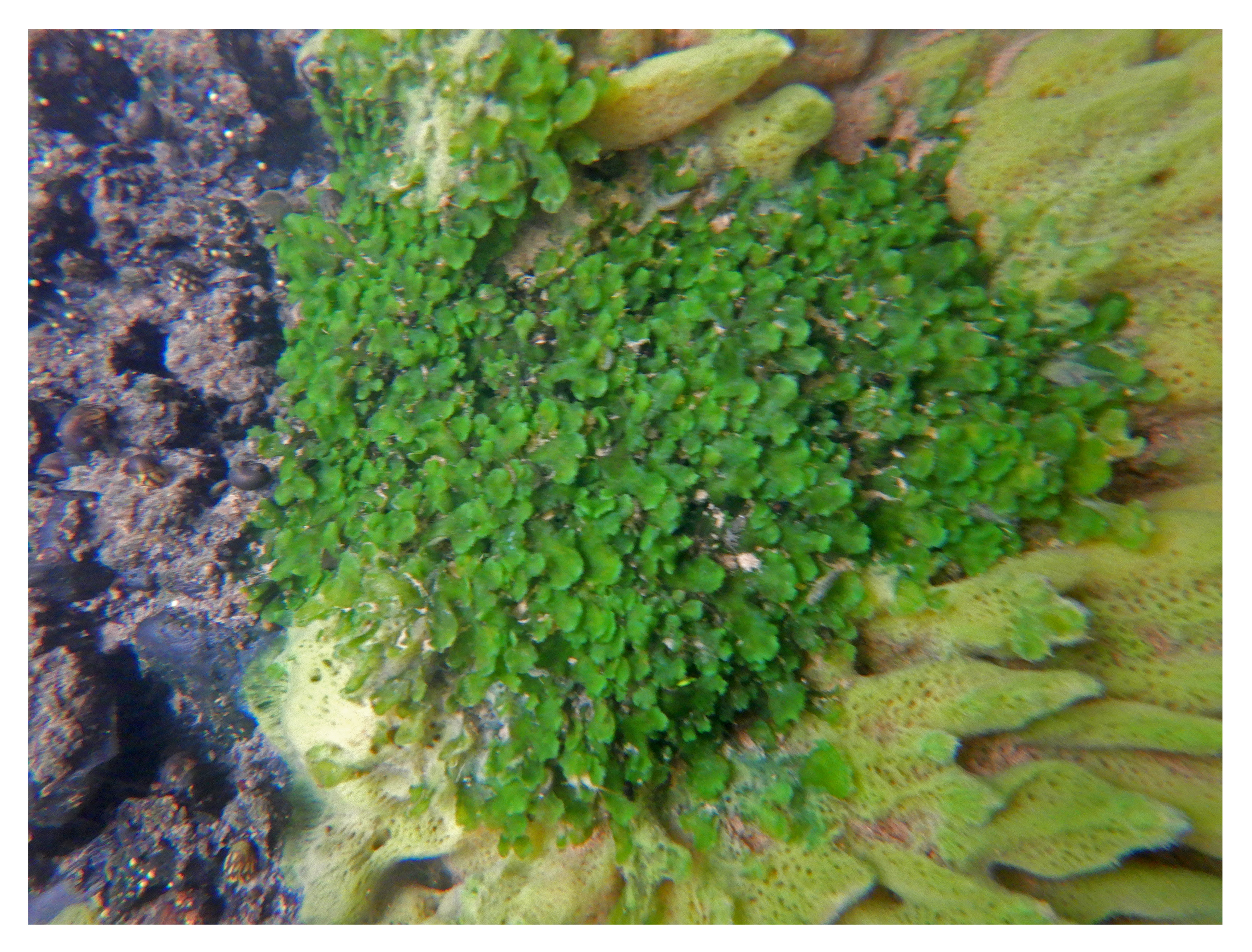
Cette éponge lors de sa croissance a fusionné avec une colonie d'hépatique. Ceci est très inhabituel ; les éponges lors de leur croissance éliminent habituellement les autres espèces (ou d'autres colonies d'éponge)... ou les contournent).

Croissance : En zone tempérée, les éponges d'eau douce ont une période de croissance réduite à quelques mois (printemps-été). Les éponges marines ont un milieu interne proche du milieu externe et n'ont donc pas besoin d'osmorégulation.

Au contraire, les éponges d'eau douce doivent maintenir un milieu interne plus salé que le milieu externe. Elles ont donc développé un système d'osmorégulation formé de l'équivalent d'un réseau de vacuoles contractiles qui évacuent le surplus d'eau douce.

La matrice extracellulaire joue un rôle important dans le déplacement et le positionnement des cellules, qui lie la migration cellulaire à la synthèse de collagène, notamment dans des processus tels que la gemmulogenèse, la fixation des larves, la croissance somatique ou le rejet de greffe.

Un couplage fonctionnel entre les contractions tissulaires et cellulaires compense dans une certaine mesure l'absence de système neuromusculaire. Les éponges sont "immortelles" comme les hydres ; elles n'atteignent jamais un stade de développement complet comme chez d'autres métazoaires car leurs cellules différenciées maintiennent toujours le typique des stades embryonnaires. Cette organisation pluricellulaire et constamment dynamique pourrait être liée à l'évolution des structures anatomiques en l'absence d'un plan définitif pour l'organisme.
Reproduction : on sait au moins depuis le XIXe siècle que la plupart des espèces de démosponges sont hermaphrodites ou changent de sexe selon l'année (phénomène mis en évidence par Pennak en 1978 chez Spongilla lacustris) et peuvent à la fois avoir une reproduction sexuée (production d'œufs) et asexuée (reproduction par scissiparité et bourgeonnement).
Reproduction sexuée :

Les spermatozoïdes sont émis en été dans l'eau via les pores exhalants (oscules). Ils y nagent à la recherche d'un  pore inhalant d'un autre individu.
Là, la fécondation peut se produire, au sein de l'éponge réceptrice, dans la mésoglée. Il se forme alors un œufs, puis un embryons.
Les larves ciliées et donc mobiles, une fois libérées de leur œuf, sont évacuées par les oscules.
Cette larve planctonique pélagique (dite spongille) grandit rapidement ; elle est dans un premier temps photophile (attirée par la lumière). Quand elle arrive à maturité (en quelques jours), l'une de ses parties qui est adhérente aux objets se "moule" sur eux, elle devient au contraire photophobe et donc repoussée (par la lumière) vers le fond ou des objets sombres où elle se fixera pour former une nouvelle éponge. Elle se fixe sur le substrat (pierre, coquille, branche morte...) et commence à produire une nouvelle éponge, éventuellement en symbiose avec une algue.
Reproduction asexuée : Elle présente deux formes complémentaires ;
1. Une reproduction par fragmentation
2. En automne, les éponges des zones tempérées et froides forment des gemmules. Ce sont des structures sphériques (diamètre :  150 à 1000 µm) entourée d'une couche protectrice formée de spicules particuliers (gemmosclères). Chaque gemmule contient des amibocytes pas encore différenciés (ou « archéocytes ») qui pourront produire une nouvelle éponge, clone de la "mère". La gemmulation a lieu en fin d'automne en chez les espèces de régions tempérées et en fin de saison des pluies ou toute l'année en zone tropicale. Le processus est identique chez toutes les espèces :
  - De petits amas cellulaires se créent dans le tissu de l'éponge par regroupement de deux types de cellules : des archéocytes et des trophocytes (cellules nourricières mobiles) apparus dans le mésohyle. Les archéocytes se nourrissent ensuite (par phagocytose) des trophocytes ; Le cytoplasme de ces archéocytes augmente alors en volume et s'emplit de « phagosomes » (restes de cytoplasme trophocytaire) ; ceci jusqu'à ce que tous les trophocytes soient consommés.
  - Les phagosomes sont alors transformés en plaquettes vitellines (réserve de nourriture) présentant un aspect morphologique caractéristique[34].
 Un épithélium de spongocytes se forme alors autour de cet amas cellulaire. Cet épithélium sécrète une enveloppe (dite « coque gemmulaire »)  formée d’une couche dense interne de spongine, d’une assise alvéolaire formée d’un réseau lâche de travées de spongine délimitant des alvéoles et d’une assise externe siliceuse dense
  - La gemmule est libérée lors de la décomposition de l'éponge. Chez certaines espèces les gemmules ne vont "germer" qu'après être passé par une phase froide (processus rappelant la vernalisation chez les végétaux).

## Prédateursetinteractions durables
Leurs prédateurs des éponges sont mal connus.
Les éponges siliceuses semblent évitées par les prédateurs généralistes des eaux douces, et épargnées par les escargots. Divers auteurs ont noté qu'elles dégageaient une odeur particulière (un peu piquante), qui peut-être les rend inappétentes pour d'autres animaux. Il est possible que leurs spicules jouent aussi un rôle défensif.
Les larves d'insectes Neuroptera de la famille Sisyridae semblent cependant pouvoir se nourrir du contenu cellulaire des éponges d'eau douce (et de Bryozoaires d'eau douce). Les larves de Ceraclea) se nourrissent aussi de certaines éponges. Des larves de phryganes semblent capable de se nourrir d'espèces du genre Spongilla
Enfin, si les éponges mangent des bactéries, elles sont aussi colonisées par d'autres espèces, dont :
- des bactéries, du groupe des Pseudomonas par exemple[37]) ;
- des algues qui leur donne une couleur verte ou brun-vert dans le cas de Spongilla lacustris ;
- certains invertébrés (surtout en zone tropicale). Ainsi, une nouvelle espèce de  diptère (un Chironome qui a été nommé Xenochironomus ceciliae) a récemment été découverte au Brésil. Sa larve qui se nourrit de plancton très fin en filtrant l'eau vit (en symbiose ou comme parasite) avec une éponge d'eau douce[38].). Ces colonisateurs ou associés semblent être tantôt symbiotes ou opportunistes.

## Bioindication
En tant qu'organismes filtreurs, et élément de la biodiversité ordinaire ou patrimoniale, les éponges sont sensibles au milieu et à la qualité de l'eau (salinité, température (qui chez certaines espèces d'éponge influe notamment sur la taille des spicules), pollution, taux d'oxygène, turbidité...) et aux variations de niveaux. Aucun référentiel ne permet cependant déjà de les utiliser de manière précise à des fins de bioindication ou comme outil de diagnostic environnemental.
Les éponges d'eau douce, et éventuellement leurs spicules fossiles peuvent renseigner sur la profondeur et le type de paléomilieu d'une couche archéologique ou d'intérêt paléontologique ou limnologique. Ceci n'a pas été fait avant la toute fin du XXe siècle en raison du manque de référentiels utilisables en paléolimnologie, mais un travail de révision taxonomique a été réalisé (par Penney et Racek), qui mis de l'ordre dans la systématique des spongillidés, ce qui permettra à cette science de se développer.

## État des populations, pression menaces
L'état des populations d'éponges d'eau douce, en particulier pour les plus rares est mal connu, mais on sait que certains polluants affectent leur développement ou la production de gemmules ou les tuent (certains pesticides, biocides et métaux lourds). L'exposition expérimentale à l'antibiotique puromycine montre un arrêt total de production du squelette, ou à très faible dose des anomalies dans la production des spicules.
En laboratoire des Ephydatia fluviatilis d'origine nord américaine exposées à du cadmium et du mercure (de 1,000 à 0,001 ppm durant un mois) montrent une réponse progressive corrélée à ces polluants : la colonie survit aux faibles doses (avec gemmules normale gemmoscleres); puis des doses un peu plus élevées induisent des gemmules mal gemmosclérées et la mort de la colonie

## Systématique

### Phylogénie
Le développement de la systématique moléculaire permettra de vérifier ou corriger le classement systématique ancien. Un certain polyphylétisme existe chez les éponges d'eau douce.

## Exemples d'éponges d'eau douce
Les plus connues en zone tempérée et froide sont Spongilla lacustris et Ephydatia fluvialis, mais on peut en Europe de l'Ouest rencontrer dans les eaux douces diverses espèces d'éponges :
- Ephydatia fluviatilis, plus rare au nord, où elle est souvent trouvée dans des lacs eutrophes (absente des lacs dystrophes, mais aussi oligotrophes et mésotrophes en Norvège) avec macrovégétation luxuriante et à taux élevé de calcium (au moins 12,8 mg par litre avec pH élevé supérieur ou égal à 7.3); trouvée jusqu'à 341 m d'altitude en Norvège[44]. C'est une des éponges capables de se déplacer[45]
- Ephydatia muelleri, trouvée Jusqu'au nord du cercle arctique, jusqu'à 1 030 m d'altitude en Europe du Nord ; dans les lacs acides dystrophes, mais généralement absente des lacs acides et de ceux où la concentration de calcium est très faible. Aussi présente dans les lacs mésotrophes avec une moyenne à faible teneur en calcium et de niveau de pH.,
- Anheteromeyenia ryderi, rare en Europe du Nord (trouvée dans sud et centre Norvège, dans des lacs de basse-terre). Cette espèce est souvent trouvée avec Spongila lacustris qui apprécie aussi les eaux acides dystrophes[44]
- Eunapius fragilis, rare en Europe du Nord (trouvée dans seulement 5 sites (lacs eutrophes) dans le sud de la Norvège)
- Sanidastra yokotonensis,
- Spongilla lacustris, prend souvent une forme digitée (jusqu'au nord du cercle arctique et jusqu'à 1 397 m en Europe du Nord). Plutôt dans les milieux légèrement dystrophes et un peu acides et pauvres en calcium et magnésium, rare dans les lacs eutrophes riches en macrovégétation et les sites à forte concentration de calcium et de magnésium. Rarement trouvée conjointement à E. fluviatilis[44]
- Trochospongilla horrida, en Europe du Nord, elle est plutôt trouvée dans les milieux pauvres en calcium et en magnésium[44]